# Montirón (Lugo)
Montirón es un barrio singular ubicado en el Ayuntamiento de Lugo, en Galicia, España. Se encuentra en la periferia de Lugo, una ciudad bimilenaria, también conocida como la ciudad amurallada y la ciudad del Sacramento. Está situado al sureste de la capital municipal en un promontorio entre los ríos Miño y Rato que colinda con carballeiras centenarias donde se encuentra la olvidada Casa de Guitián de finales del siglo XIX y zonas verdes que actúan de pulmón verde de la ciudad y que resultan de gran atractivo ambiental y estético. Parte de esta zona verde forma parte de la Reserva de la Biosfera Terras do Miño.

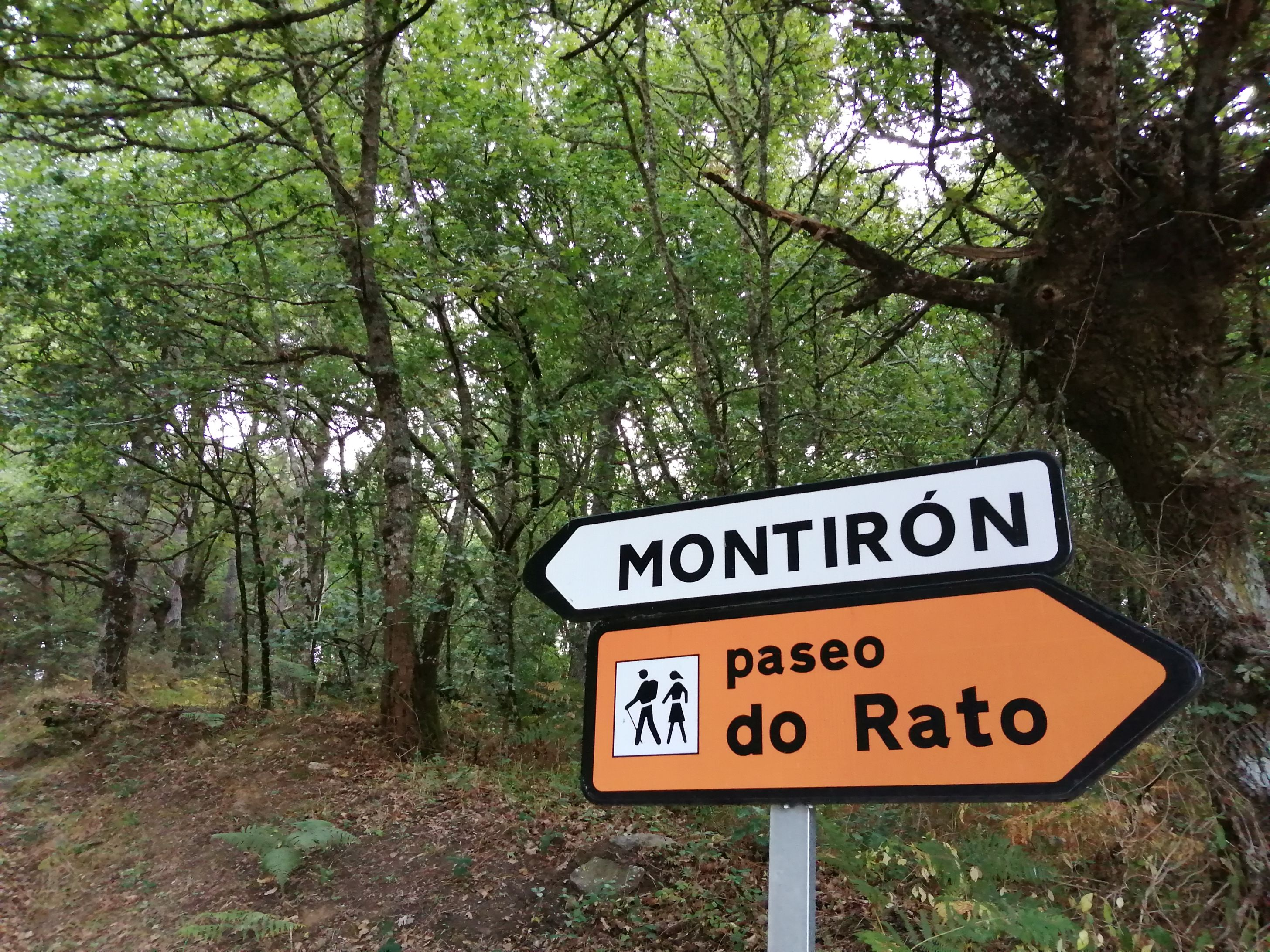

## Topónimo
Existen varias teorías sobre el origen de su topónimo, que además representa una forma única en la toponimia gallega. Desde estudios que apuntan a su procedencia de vocablos latinos, hasta su relación con la orografía y la abundancia de hierro (Iron en inglés) en la zona, como quedó plasmado en otros topónimos de zonas muy próximas como la plaza de Aguas Férreas.

## Historia
La zona donde se asienta el actual Montirón hace muchos muchos años fue transitada, entre otros, por los pobladores del antiguo Imperio Romano y por las tropas francesas del Emperador Napoleón.
Montirón es atravesado por dos itinerarios de relevancia:
- La XIX Vía Antonina que comunicaba en época romana Lucus Augusti (actual Lugo) con Bracara Augusta (Braga en Portugal); vía que se dirige por la vecina parroquia de San Pedro Fiz de Muxa (San Fiz) hacia el puente romano sobre el río Miño.

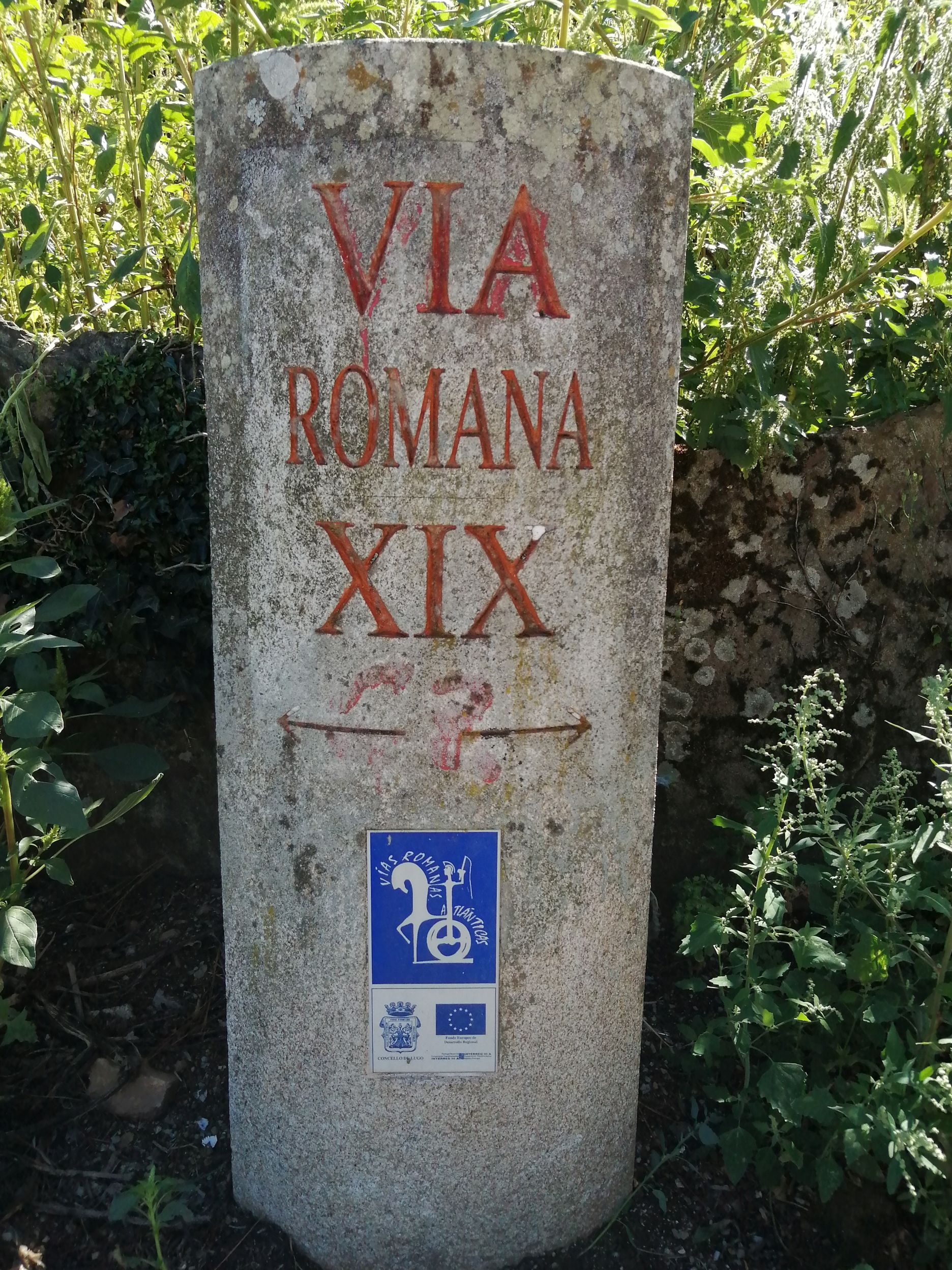
XIX Vía Antonina a la altura de la calle Illa da Toxa

- La 'Vía Künig,'  una variante del Camino Francés que recibe su nombre del monje alemán Hermann Künig (autor de la guía de peregrinos medieval que recoge este itinerario a Santiago de Compostela), en su tramo número 6: O Corgo – Lugo.

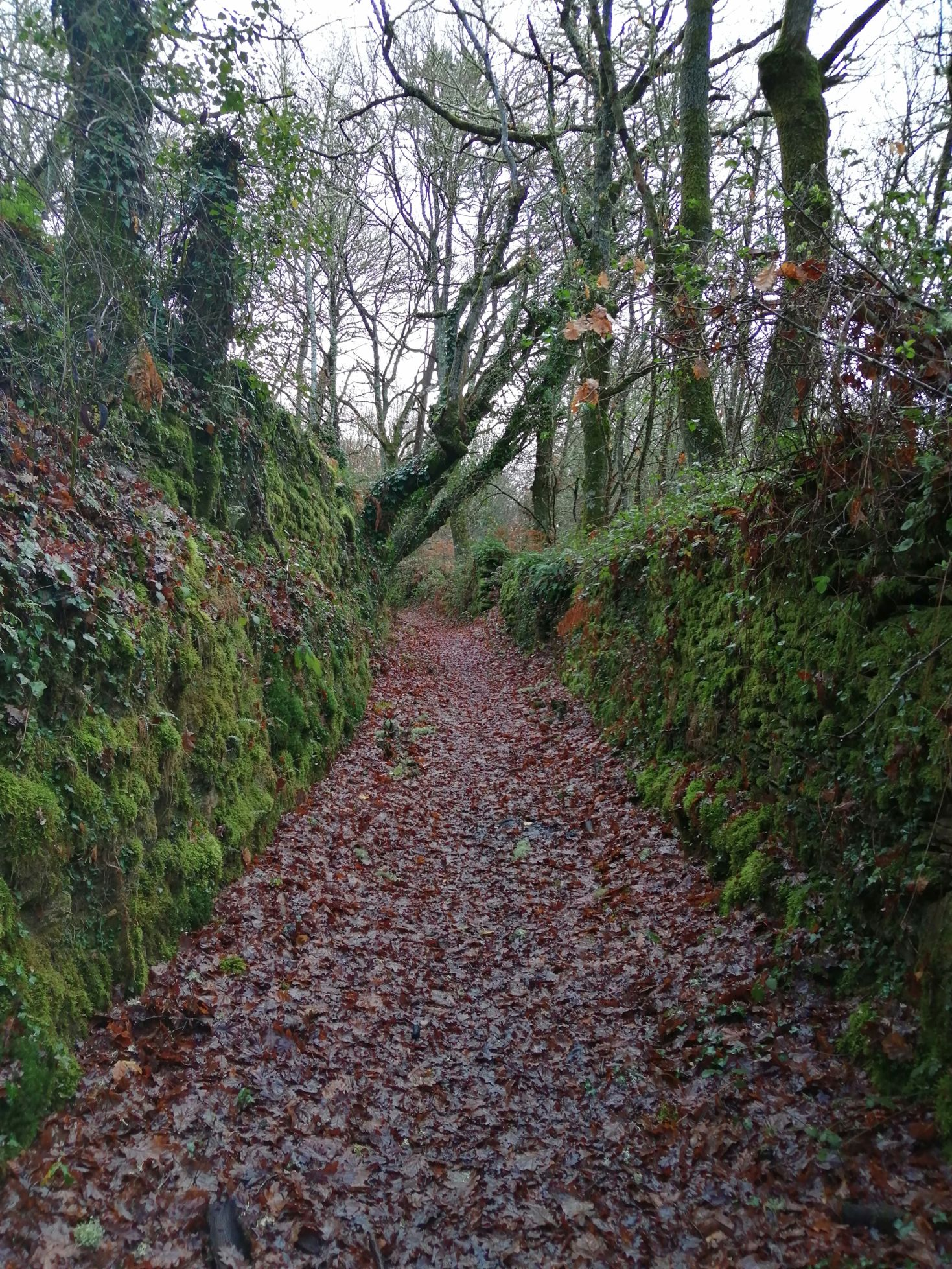
Vía Künig a la altura del paseo do Rato

Así mismo, a poco más de un kilómetro del barrio de Montirón (al Este de la ciudad) se encuentra el KM 100 del Camino Primitivo, un itinerario del Camino de Santiago que tiene su origen en Oviedo y su fin en Compostela.
Por otro lado, yendo en dirección contraria, ya en la antigua carretera de Castilla, se puede apreciar el Peto de ánimas de A Tolda, situado cerca de la Vía Romana XIX y del Ponte da Tolda.

### SigloXIX
En la primavera de 1809 durante la Guerra de la Independencia estuvo acampado, en el lugar que hoy conocemos como Montirón, el ejército francés hasta su retirada de Galicia.
También del siglo XIX datan el conjunto de casa y molino, rodeado de robles centenarios, conocido antiguamente como el Muiño do Tendeiro o el Muiño de Eirexe. Actualmente, ya restaurados, se han transformado en una tranquila cafetería con salón para banquetes y hermosas vistas al río Rato y en el centro de interpretación Terras do Miño, espacio que promueve la puesta en valor de la Reserva de la Biosfera Terras do Miño.

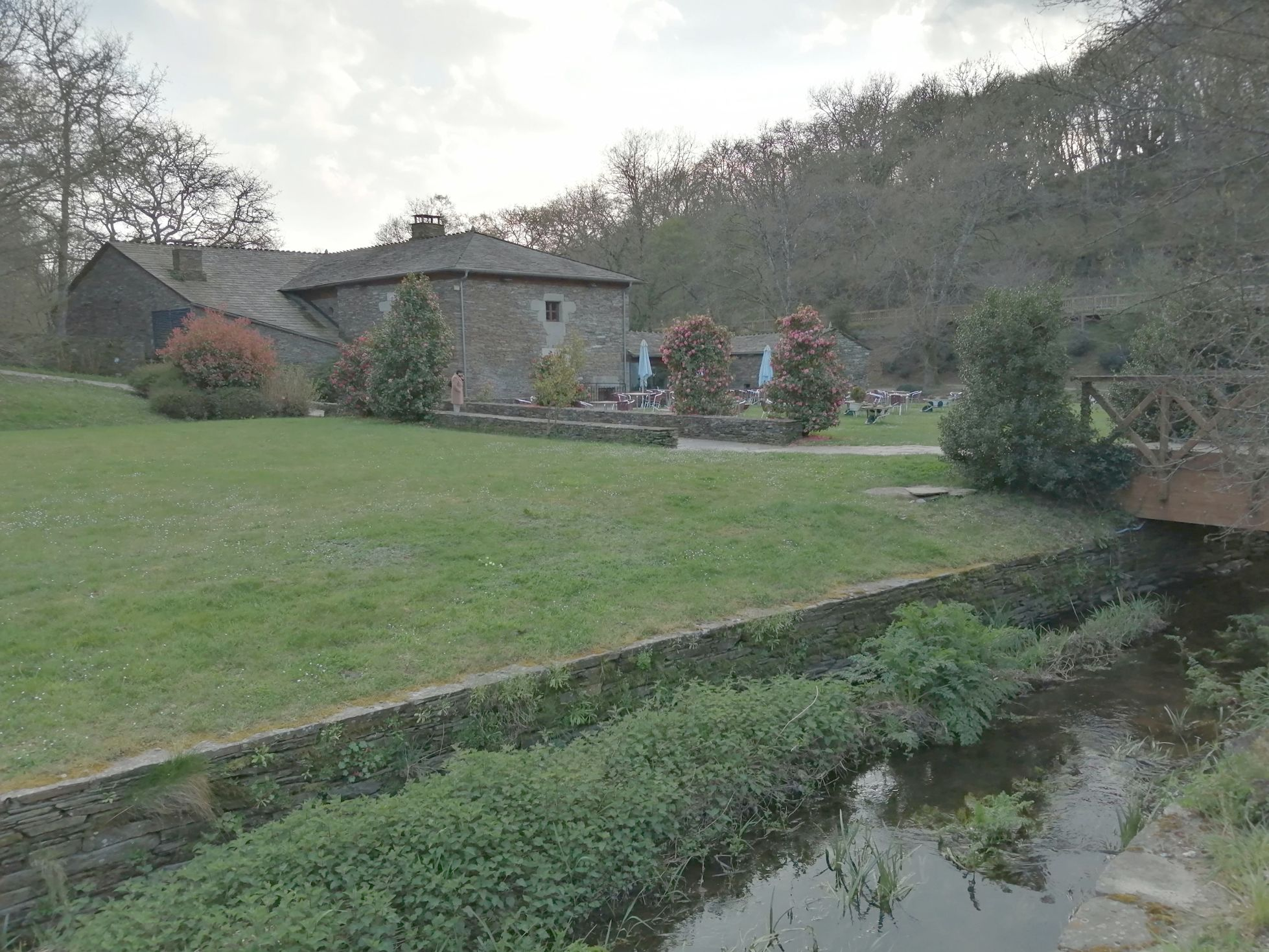
Muiño do Tendeiro

#### Velódromo de Montirón
En septiembre de 1896, Ramón Neira Pedrosa (uno de los más destacados velocipedistas de Lugo, o lo que es lo mismo, un pionero del ciclismo con rueda alta) competía “en el espacioso velódromo de Montirón” con los especialistas locales y gallegos del momento. Cada carrera se celebraba a una distancia y en distintos ámbitos. Las había de 1000 m, de 1500 m e incluso de resistencia (con una longitud de recorrido de 5000 m). El mismo Ramón Neira que de joven triunfaba en diferentes competiciones de este deporte, destacó también por su faceta política en el siglo XX llegando a ser, entre otros, primer teniente de alcalde en Lugo, diputado provincial o consejero del Banco de España.
Los corredores del pedal en el velódromo de Montirón eran considerados unos auténticos Pioneros; de hecho cabe reseñar que según diversas fuentes el primer velódromo de España, el velódromo de Tirador (en Palma de Mallorca) fue inaugurado como acontecimiento nacional en 1903, convirtiéndose en la pista de referencia en España. Así mismo, la carrera ciclista más importante del mundo, el Tour de Francia, no se iniciaría también hasta 1903.

### SigloXX

#### Primeros de Siglo
A finales del siglo XIX y principios del XX, gracias a su excelente orografía y ubicación (a menos de 1 km de la muralla romana y del núcleo histórico de Lugo), la zona de Montirón constituía un importante lugar de ocio y esparcimiento con actividades muy diversas para los lucenses. Así lo atestigua la prensa de la época narrando múltiples eventos deportivos (principalmente sobre fútbol y velocipedismo), exhibiciones aeronáuticas o los concursos de hípica y tiro de pichón.
Por otro lado y, como anécdota, mencionar que el café Español y el Hotel Méndez Núñez, en su momento de la misma empresa, poseían en Montirón un pozo donde conservaban la nieve del invierno para los refrescos y helados. La máquina de fabricar hielo de estos establecimientos debió reportar beneficios a los socios, ya que además de los helados, comercializaban el propio hielo, tal y como atestigua la publicidad en la prensa del verano de 1915.

#### Inicios de la Aviación en Montirón (1911-12)
Los inicios de la aviación en España datan de 1911. El 12 de marzo de ese año Benito Loigorri Pimentel, primer piloto español, realizó el primer vuelo yendo desde Ciudad Lineal a Carabanchel, ambos actualmente distritos de la ciudad de Madrid. Tan sólo tres meses más tarde, en junio de 1911 y con malas condiciones de viento, el propio Benito llevó a cabo una exhibición despegando en su biplano (de la fábrica Farman) del campo de Montirón y cayendo en Castelo, con considerables desperfectos en el aparato y pequeñas contusiones, sobre una finca sembrada de centeno (causando además daños por valor de 150 pts). El aviador se mantuvo en el aire minuto y medio, cuando había prometido al menos una exhibición de cinco minutos.
Al año siguiente, entre las atracciones de las fiestas del Corpus en junio de 1912, se ofreció la exhibición de vuelo de Leoncio Garnier, un intrépido piloto vasco-francés. El aviador probó su monoplano en el campo de Montirón con más fortuna llevando a cabo acrobacias ante el disfrute y la mirada de asombro de gentes de todo Lugo, capital y provincia, y de diversos puntos de Galicia que se habían acercado a Montirón. Leoncio Garnier (1881-1963) fue un pionero de la aviación y del automovilismo. Como piloto de aviación fue el primero en sobrevolar los Pirineos y las islas Canarias.
El campo de vuelo se configuró en 1911 con orientación Sur-Norte y con unas dimensiones de 200 m de largo por 45 m de ancho, incluyendo el hangar demandado entre una zona de tribuna y otra de asientos.

#### Concurso Hípico
Se celebraba por primera vez el Concurso Hípico con motivo de las tradicionales ferias y fiestas de San Froilán de 1928. En la fotografía adjunta se puede apreciar una instantánea de dicho concurso en Montirón en 1946.

#### Nacimiento del barrio
En plena posguerra española, cuando prácticamente solo existía la calle Montirón y siendo Rof Codina tan sólo un camino para el paso de carros, la Obra Sindical del Hogar y la Arquitectura (fundada en 1940 para resolver el acuciante problema de vivienda que padecía la España de la época, derivada tanto de las destrucciones de la guerra, como del crecimiento demográfico y del incontrolado y desordenado éxodo del rural) planificó y proyectó aproximadamente 88 viviendas de dos plantas con terreno, bajo la denominación “Viviendas Protegidas Hermanos Pedrosa Posada” que se construyeron a finales de los años 40; pudiendo considerarse éstas y las anexas viviendas de Francisco Norte como el germen del barrio histórico que hoy conocemos como Montirón. Esta agrupación de viviendas, así como algunas casas aisladas en la calle Montirón y el campo de fútbol (en tierra y aún sin cierre perimetral) se aprecian en las fotos aéreas que hizo sobre la zona el vuelo americano de 1956-57 y que se pueden consultar en la Fototeca del Instituto Geográfico Nacional. 
Esta barriada de vivienda ordenada quedaba separada por diferentes campos y terrenos rurales del centro de la ciudad y próxima a la contigua parroquia de San Fiz en la que destaca su iglesia del año 1916 con un elegante campanario de dos vanos, un cruceiro con una cruz florenzada sin figuras en su atrio-cementerio y muestras bastante interesantes de arquitectura popular. 
La planificación original del barrio incluía una plaza porticada al igual que en otros ordenamientos urbanísticos de la época. Actualmente conocida como Praza das Illas, gozó de su última rehabilitación en el año 2008.  

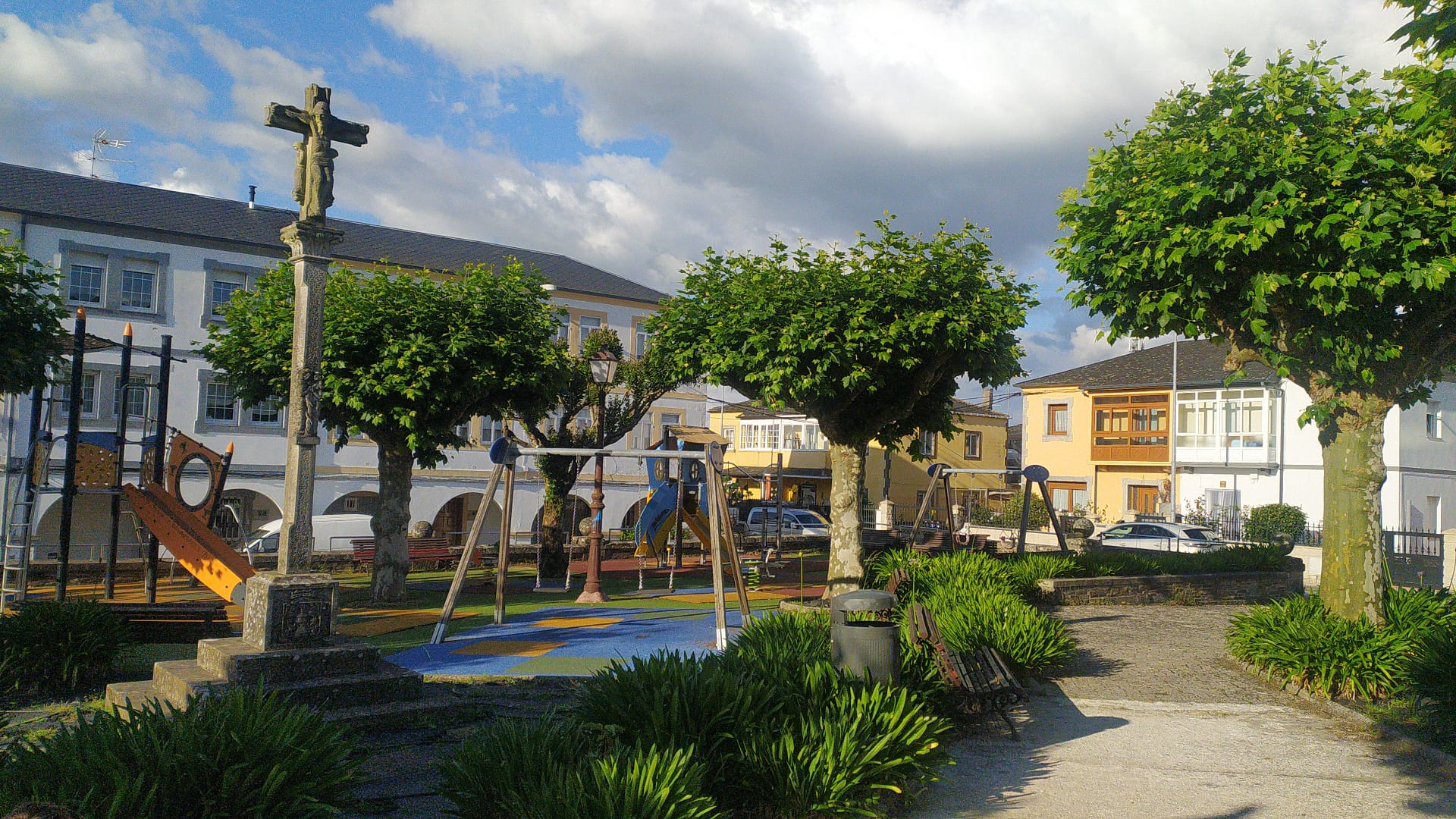
Praza das Illas

No obstante, varias de las viviendas que delimitan dicha plaza necesitan actualmente ser reformadas para embellecer la misma. Véanse, como ejemplo de rehabilitación, las edificaciones porticadas de la plaza del Buen Alcalde en Ciudad Rodrigo (Salamanca).
Décadas más tarde el barrio se fue expandiendo gracias a nuevas edificaciones de una o dos plantas, siendo de destacar la Escuela de Arte y Superior de Diseño Ramón Falcón que fue inaugurada en 1976 por el Rey Emérito de España D. Juan Carlos I. También surgieron diferentes actividades industriales como Muebles Castro, la fábrica de cepillos El Bueno o el mayorista Cash Miño.

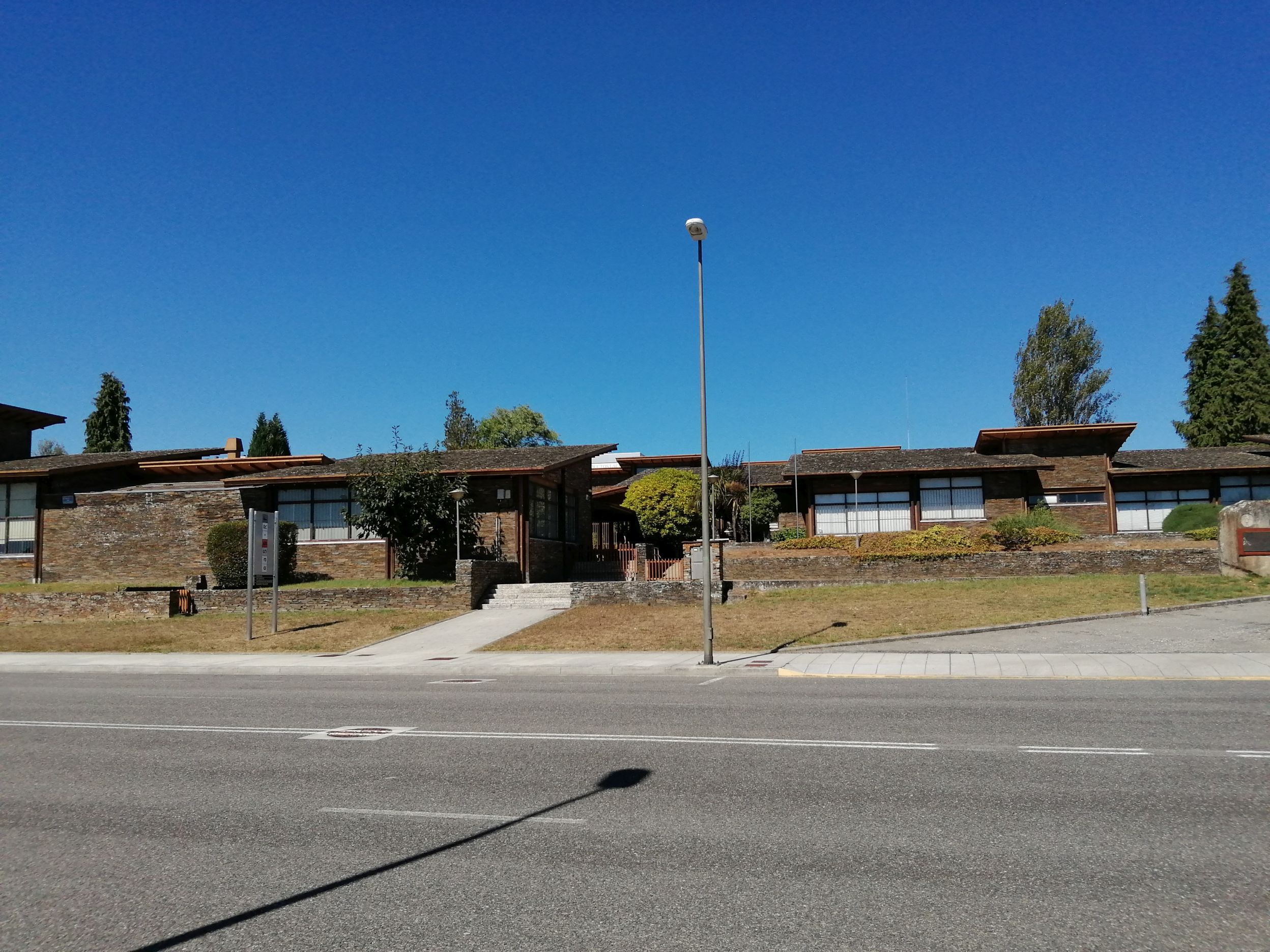
Escuela de Arte y Superior de Diseño Ramón Falcón

Y, a finales de los años 90, el Montirón más antiguo ya se encontraba realmente unido a otros barrios de la ciudad de Lugo.

### SigloXXI
A principios de siglo se inició una fuerte expansión de la ciudad hacia esta zona, creciendo considerablemente la población de Montirón. Además, se instalaron en el barrio centros de referencia como el Aula de Productos Lácteos y Tecnologías Alimentarias de la Universidad de Santiago de Compostela (USC), el Laboratorio de Sanidad y Producción Animal de Galicia (LASAPAGA)  y el Centro Tecnológico Agroalimentario (CTAL) inaugurado en 2013 y que actualmente alberga, desde 2022, el Laboratorio Nacional de Sanidad Vegetal dependiente del Ministerio de Agricultura, Pesca y Alimentación; los cuales generaron nuevos empleos y actividad en la zona.
Actualmente, el barrio de Montirón alberga también diferentes negocios y empresas, así como, edificios en altura de reciente construcción, como los que configuran la plaza de San Juan; una plaza con dos zonas de juego: una para niños y otra cancha con verja para hacer deporte. Además, en el barrio se han ubicado servicios de interés para la población de Lugo como la Casa de la Juventud, el Conservatorio Profesional de Música Xoán Montes Archivado el 29 de agosto de 2022 en Wayback Machine., la Escuela Oficial de Idiomas de Lugo o la policía local. En el barrio se encuentra también la primera obra residencial de Galicia que dispone del certificado Passivhaus, garantizado por entidades certificadoras. Se trata de una promoción construida bajo los estándares de baja demanda energética, formada por un edificio de planta baja, 7 plantas y ático, finalizada en el último trimestre 2021 y ubicada tras el edificio de la policía local.

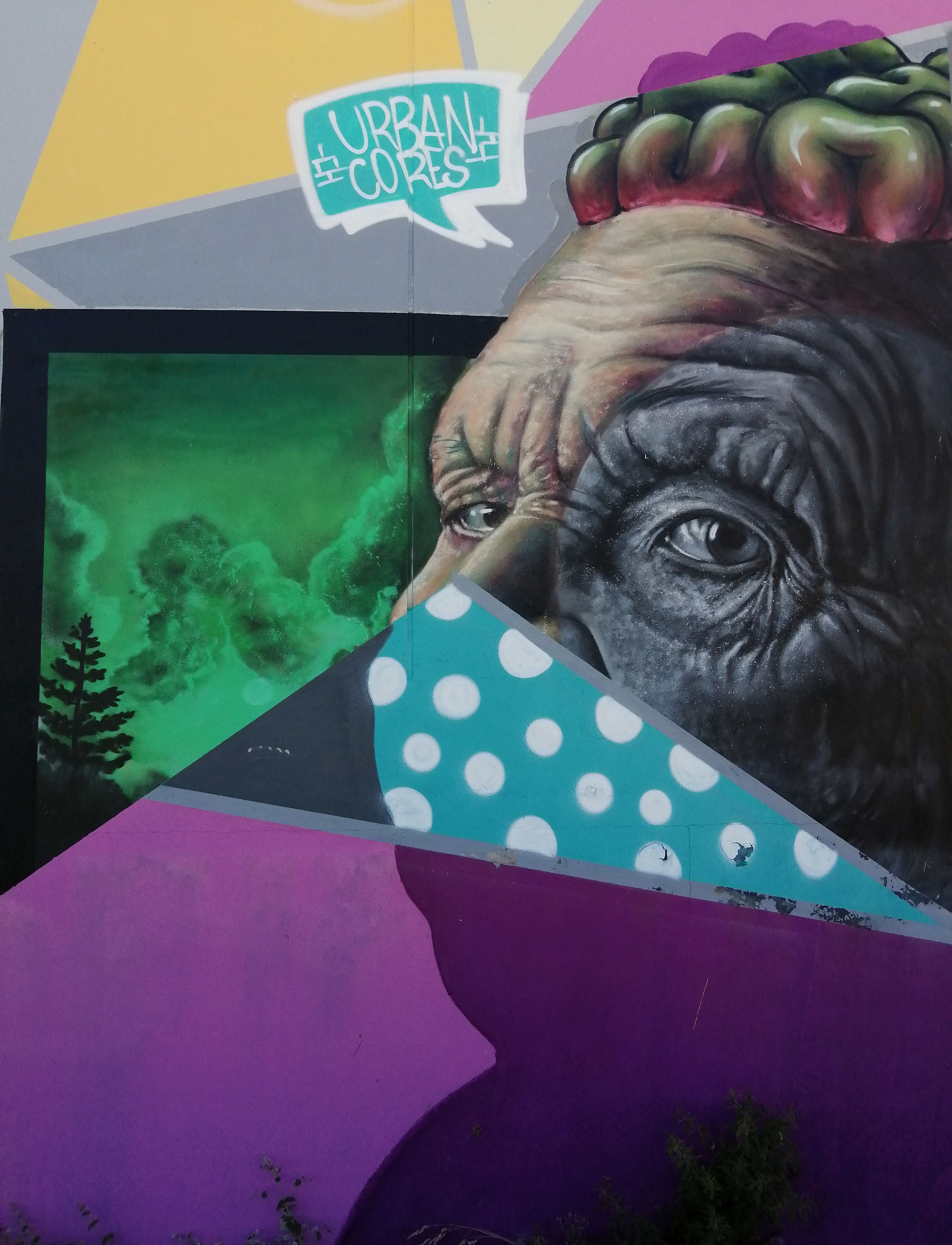
Mural sobre la Casa da Xuventude

Entre los atractivos turísticos del barrio se pueden contemplar el fantástico mural con el que el lucense Diego AS (Diego Anido Seija) se coronó como Campeón de España ex aequo en 2021 y el Falcon 20, avión que usaba en sus viajes el presidente del Gobierno Pedro Sánchez y que fue recuperado, antes de ir al desguace, por los alumn@s del Centro Público Integrado de Formación Profesional As Mercedes que lo ensamblaron pieza a pieza.

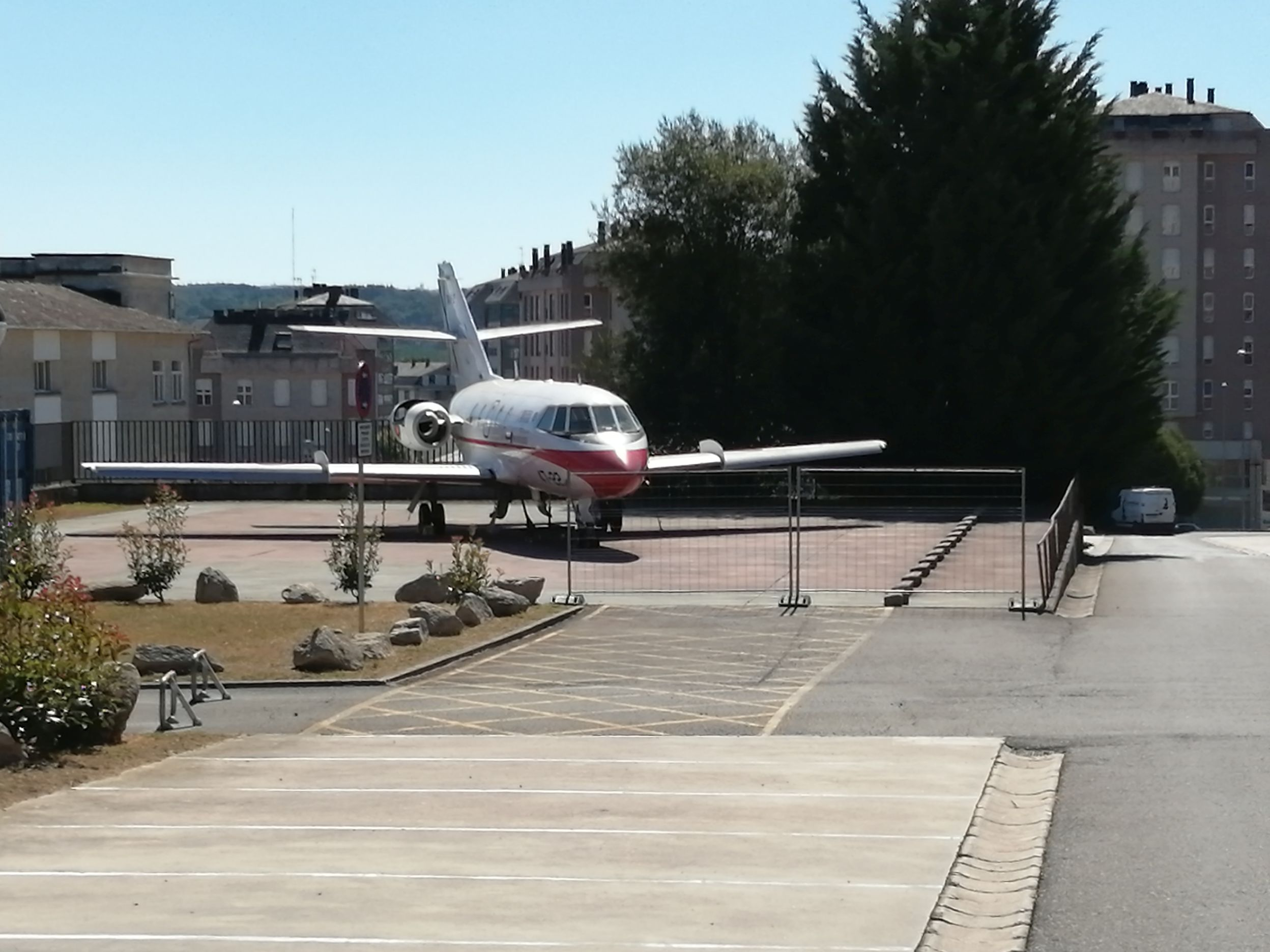
Falcon 20

Como curiosidad, los más pequeños pueden buscar por el barrio una de las Pequerrechas, pequeñas puertas multiculturales que se encuentran distribuidas aleatoriamente por toda la ciudad de Lugo.

## Tradiciones
La fiesta por antonomasia del barrio es el San Juan (23 de junio) donde se celebra una gran hoguera, generalmente acompañada de música y sardinada.
En el pasado, también tenían gran éxito de afluencia el desfile de Comparsas de Carnaval que se celebraba el martes de Entroido por las calles del barrio.
Por otro lado, hace décadas, al final de la ronda de las Mercedes, en una zona actualmente casi cubierta de edificios se celebraban eventos de las fiestas de San Froilán, fiestas de interés turístico nacional.
Como anécdota, mencionar que la primera plaza de toros de la ciudad de Lugo, en madera, se levantó en el campo de Montirón en el siglo XIX. En las actas municipales de 1877 ya se hace referencia a la plaza de toros instalada en el espacioso campo de Montirón.
La principal asociación de vecinos es la Asociación Praza das Illas que organiza diferentes actividades de carácter festivo y social, aunque la asociación que tiene más años de existencia es la Asociación de Vecinos Hermanos Pedrosa Posada y Francisco Norte Remón.

## Deportes
El 4 de octubre de 1908 en el marco de las fiestas de San Froilán se celebró en el Campo de Montirón un partido de exhibición entre dos equipos de fútbol (Coruña F.C. y Widowers F.C); pudiendo considerarse este hito como el inicio del fútbol en Lugo. Y ya a partir de los años 50 el barrio de Montirón gozó, de modo intermitente, de su propio equipo de fútbol, el Club Recreativo Unión de Montirón, en el que competían y participaban buena parte de los vecinos jugando sus partidos como local en el renombrado campo de fútbol municipal O Polvorín.
Hoy en día, el barrio de Montirón cuenta también con un campo de fútbol de tierra y otro de rugby ubicados en los terrenos que los lugareños conocían a finales del siglo pasado como los prados de Isidro de la Cal (en referencia a su anterior dueño).
Actualmente es de destacar, en las cercanías del barrio, una magnífica senda ciclista de más de dos quilómetros y medio iluminada con pequeñas placas fotovoltaicas inaugurada en 2020 en el paseo fluvial del Río Rato.
El 4 de noviembre de 2020 las calles del barrio dieron acogida a la caravana de la Vuelta Ciclista a España con motivo de la salida de la decimocuarta etapa.

## Reivindicaciones
Entre las principales reivindicaciones de los vecinos del barrio se encuentran:
- La falta de civismo de algunos conductores al atravesar las vías de comunicación del barrio a velocidades excesivas.
- La limitación de acceso a la Vía Künig de los vehículos rodados, tanto desde la Rúa Illa da Toxa, como desde la carretera del Rato.
- El diseño y creación de una "senda verde" que comunique la ciudad de Lugo con el paseo del Rato y que transcurra paralela a la Rúa y travesía Virxe da Esperanza.